# Affaire du Baron noir

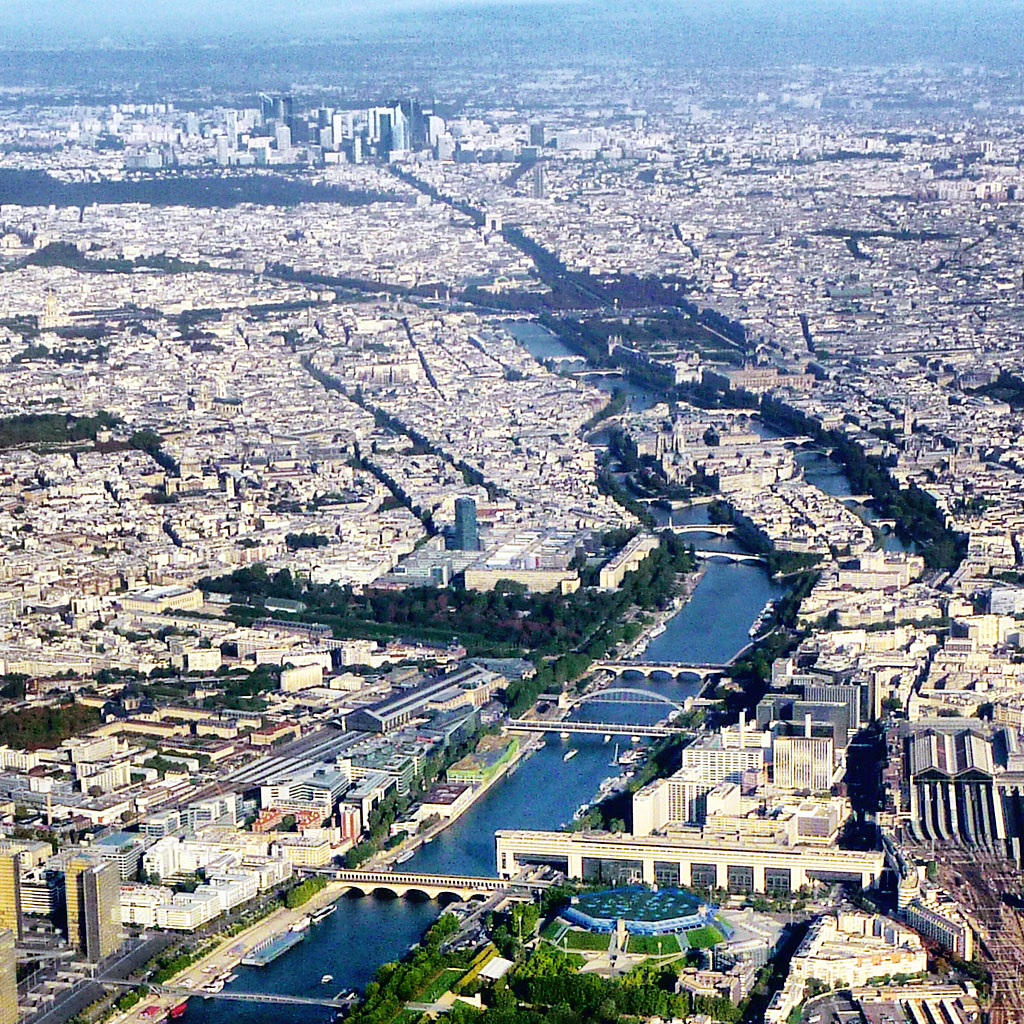
Une vue aérienne de Paris.

Pour les articles homonymes, voir Le Baron noir et Baron noir.
L'affaire du Baron noir est un fait divers très largement médiatisé en France au cours de l'été 1988. À partir du 28 juillet de cette année et jusqu'à la mi-septembre, plusieurs témoignages font état de l'éventuel survol illégal de Paris, de nuit, par un avion à hélice non identifié. La presse écrite et la télévision relaient très rapidement ces témoignages et donnent à l'affaire une grande visibilité. Il n'existe cependant pas de preuve tangible, à ce jour, que les supposés vols de nuit illégaux au-dessus de Paris aient bien eu lieu.

## Contexte et premier témoignage
La zone comprise dans les limites des anciennes fortifications de Paris est une zone P, c'est-à-dire que son survol est interdit à moins de 2 000 m d'altitude pour les aéronefs de transports publics effectuant un service régulier, et soumis à autorisation de la DGAC après accord de la préfecture de police pour les aéronefs civils.
Le 28 juillet 1988, à 0 h 30, la sécurité civile est prévenue qu'un bruit de moteur suspect indiquerait qu'un avion de tourisme survole le sud de Paris à une altitude anormalement basse. Les recherches depuis le sol et l'analyse des échos radar ne donnent rien.

## Traitement médiatique de l'affaire

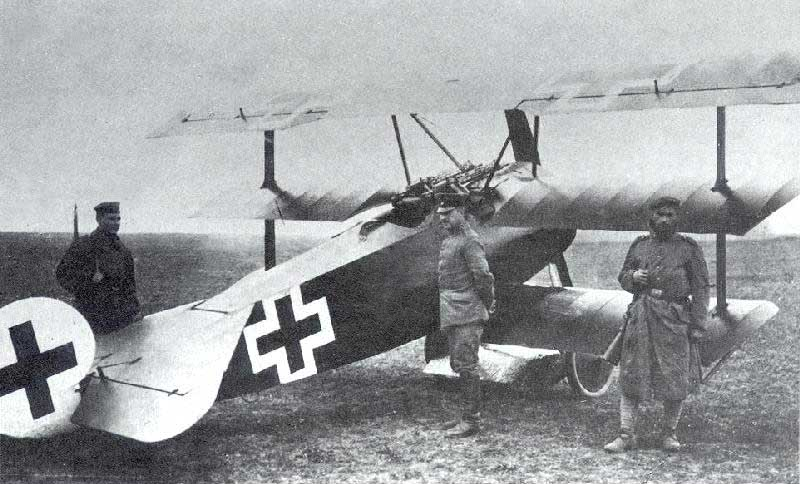
Un des Fokker Dr.I du Baron rouge, en 1917 ou 1918.

Des témoignages continuent à parvenir à la police les deux nuits suivantes ; à partir du 30 août, la presse s'empare de l'affaire et commence à émettre des hypothèses diverses sur l'identité de l'aviateur. Celui-ci est rapidement surnommé le « Baron noir » par la télévision française, peut-être en référence à Manfred von Richthofen, l'as des as de la Luftwaffe devenu célèbre sous le nom de Baron rouge pendant la Première Guerre mondiale, ou à la bande dessinée Le Baron noir publiée entre 1976 et 1981.
Le seul contact visuel, attesté par un témoignage officiel, avec un aéronef en situation illégale pouvant appartenir au Baron noir aurait eu lieu dans la nuit du 11 au 12 août 1988 ; mais le 17 août, la véracité du contact visuel est remise en question. Le surlendemain et jusqu'au 6 septembre, la préfecture de police de Paris monte un important dispositif de surveillance baptisé « Vipère ». Durant tout le mois d'août, la presse évoque successivement, tantôt sur un mode sérieux, tantôt sur un mode humoristique : ULM, monomoteur, bimoteur, maquette télécommandée, illusion d'optique créée volontairement, complot politique (éventuellement destiné à mettre en difficulté le ministre de l'Intérieur d'alors, Pierre Joxe), coup publicitaire, etc. De nouveaux témoignages affluent, en provenance d'autres villes de France et d'Allemagne.

## Albert Maltret
Le 6 septembre, une personne masquée affirme être le Baron noir lors d'une interview par Christophe Dechavanne dans l'émission télévisée Ciel, mon mardi ! sur TF1. On découvre plus tard qu'il s'agit d'Albert Maltret, dont le seul survol de Paris attesté a lieu en plein jour au-dessus des Champs-Élysées le 13 octobre 1988 et lui vaut une arrestation à son atterrissage sur l'aérodrome de Saint-Cyr-l'École. Il est par la suite invité plusieurs fois par Dechavanne, à qui il dira lors de leur dernière rencontre en janvier 1991, au début de la guerre du Golfe, qu'il est devenu pilote dans l'armée de l'air irakienne de Saddam Hussein. À la mi-septembre 1988, la presse commence à abandonner le traitement de l'affaire, sans que personne ait apporté de preuve tangible de la réalité des vols de nuit ou de son auteur.
Albert Maltret publie cependant Le Baron noir en 1989, et sa mort en octobre 2016 est couverte par la presse,,,,,.